# 1984 en droit
Cet article présente les faits marquants de l'année 1984 en droit.

## Événements

### Janvier
- 1er janvier : indépendance du sultanat de Brunei vis-à-vis du Royaume-Uni et adhésion à l’ASEAN.

- 17 janvier : une conférence sur le désarmement en Europe est réunie à Stockholm.

### Février
- 18 février : accords de Villa Madama en Italie. Il s'agit d'un nouveau concordat entre Craxi et Mgr Casaroli au nom de Jean-Paul II[1] : le catholicisme cesse d’être une religion d’État en Italie et l’État italien renonce à tout contrôle sur la hiérarchie ecclésiastique.

### Mars
- 13 mars : signature du traité sur le Groenland, à Bruxelles, à la suite d'un référendum consultatif de 1982 : le Groenland quitte la CECA, mais il reste dans la communauté européenne. Le traité est entré en vigueur le 1er février 1985[2].

### Juin
- 9 juin : le nouveau code civil réintroduit la charia en Algérie.

### Juillet
- 1er juillet : au Liechtenstein, un référendum accorde aux femmes le droit de vote pour les élections nationales.

- 16 juillet : en France, promulgation de la loi n° 84-610 relative à l'organisation et à la promotion des activités physiques et sportives (A.P.S), dite « loi Avice ».

### Août
- 4 août : la Haute-Volta devient officiellement le Burkina Faso.

### Septembre
- 25 septembre : en Argentine, le Conseil supérieur des forces armées se déclare incompétent pour juger des actes de répression commis entre 1976 et 1983[3]. Le 25 décembre, le Tribunal suprême[4] reconnaît à sa place la compétence du Tribunal fédéral pour juger les dirigeants de la junte.

### Octobre
- 6 octobre : au Chili, Augusto Pinochet rétablit l’état de siège levé depuis 1978 et continue à réprimer durement les protestas, qui baissent progressivement d’intensité.

### Décembre
- 19 décembre : à Pékin, signature de la déclaration commune sino-britannique sur la question de Hong Kong entre Royaume-Uni et la Chine. Il s'agit d'un traité international, décidé depuis le 26 septembre, qui vise à restituer Hong Kong à la Chine le 1er juillet 1997. Un régime particulier, dérogatoire au droit chinois, doit y perdurer jusqu'en 2047. La déclaration est entrée en vigueur à l'échange des instruments de ratification le 27 mai 1985 et elle a été enregistrée par les gouvernements chinois et britannique à l'ONU le 12 juin 1985.